# Rafał Blechacz

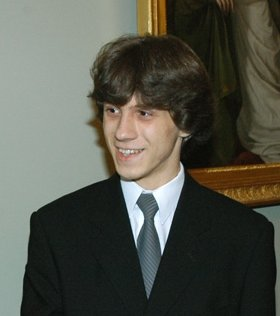
Rafał Blechacz

Rafał Blechacz (* 30. Juni 1985 in Nakel) ist ein polnischer Pianist.

## Leben
Er begann im Alter von fünf Jahren mit dem Klavierspielen und besuchte mit acht Jahren die Staatliche Artur-Rubinstein-Musikschule in Bydgoszcz. Im Mai 2007 schloss er sein Studium an der Feliks-Nowowiejski-Musikakademie Bydgoszcz bei Katarzyna Popowa-Zydroń ab.
Seit 1996 wurde er bei verschiedenen Musikwettbewerben ausgezeichnet. Unter anderem belegte er den 2. Platz beim Rubinstein-Gedächtniswettbewerb junger Pianisten in Bydgoszcz im Jahre 2002 sowie beim 5. Internationalen Pianistenwettbewerb in Hamamatsu, Japan, im Jahre 2003. 2004 gewann er den 4. Internationalen Klavierwettbewerb in Rabat, Marokko.
Am 21. Oktober 2005 gewann Blechacz als erster Pole seit Krystian Zimerman 1975 den bedeutenden Chopin-Wettbewerb für Klavier in Warschau, der in diesem Jahr zum fünfzehnten Mal seit 1927 ausgetragen wurde. Zum ersten Mal in der Geschichte des Wettbewerbs wurde kein zweiter Preis vergeben, um den Abstand deutlich zu machen. Die sechs Besten bekommen sonst einen Preis.
Seine Debüt-CD mit den 24 Préludes von Chopin erschien Ende November 2007 bei der Deutschen Grammophon und wurde 2008 mit dem Echo Klassik ausgezeichnet. Seine zweite CD, erschienen Oktober 2008, steht unter dem Motto „Sonatas“ und enthält jeweils eine Sonate von Haydn, Beethoven und Mozart. Nach dem überragenden Erfolg seiner ersten beiden Alben entschied er sich anlässlich des bevorstehenden Chopin-Jahres (2010), Aufnahmen der beiden Klavierkonzerte Chopins als drittes Solo-Album zu veröffentlichen (September 2009). Das 2008 zum weltbesten Orchester gewählte Concertgebouw-Orchester Amsterdam unter Leitung von Jerzy Semkow begleitet ihn hierbei. Für diese Einspielung wurde Blechacz im Dezember 2010 ein Jahrespreis des Preises der deutschen Schallplattenkritik e.V. verliehen.
2017 erschien eine CD mit Werken von Joh. Seb. Bach, wo Blechaz für die Deutsche Grammophon das Italienische Konzert BWV 971, die Partiten Nr. 1 in B-Dur BWV 825 und Nr. 3 in a-moll BWV 827, die Fantasie und Fuge a-moll BWV 944, die Vier Duette BWV 802-805 sowie den Choral über „Jesus bleibet meine Freude“ (aus: Kantate BWV 147) in der Bearbeitung von Myra Hess interpretierte. Die Einspielung wurde von PianoNEWS als »CD des Doppelmonats« ausgezeichnet.